# 712 Boliviana
712 Boliviana és un asteroide de tipus C del cinturó d'asteroides, amb el tipus que indica que la superfície té una albedo baixa, amb un alt contingut de carboni. Els espectres de l'asteroide mostren evidències d'alteració aquosa.
És anomenat així en honor de Simón Bolívar.
Boliviana va ser observat pel radar d'Arecibo del 29 d'octubre de 2005 a l'1 de novembre.